# Victoria Coren Mitchell
Victoria Elizabeth „Vicky“ Coren Mitchell (geborene Coren; * 18. August 1972 in London) ist eine britische Autorin, Moderatorin und Pokerspielerin aus England. Sie moderiert die BBC-Quizshow Only Connect und gewann zweimal das Main Event der European Poker Tour.

## Leben
Coren Mitchell wurde im Londoner Stadtteil Hammersmith geboren und ist die Tochter des Journalisten Alan Coren und der Ärztin Anne Kasriel. Sie wuchs im Stadtteil Cricklewood zusammen mit ihrem Bruder, dem Journalisten Giles Coren, auf. Bereits im Alter von 14 Jahren bekam sie die Gelegenheit, eine Kurzgeschichte in der Jugendzeitschrift Just Seventeen zu veröffentlichen. Daraufhin gewann sie einen Schreibwettbewerb im Daily Telegraph und veröffentlichte dort über mehrere Jahre eine Kolumne, in der sie ihr Leben als Teenagerin schilderte. Daraus entstand später das Buch Love 16, das 1989 veröffentlicht wurde. Neben der BBC-Quizshow Only Connect moderierte Coren Mitchell die Fernsehserie Balderdash and Piffle, im Rahmen derer frühere Belege und die Herkunft von Einträgen im Oxford English Dictionary gesucht wurden. Zudem ist sie häufig zu Gast in zahlreichen britischen Abendshows wie QI und Would I Lie to You? Im Jahr 2021 nahm sie an der zwölften Staffel von Taskmaster teil. Bei einer in der Sendung gestellten Aufgaben gab sie zu, nie Fahrradfahren gelernt zu haben.
Ferner schreibt sie regelmäßig Kolumnen für die britische Zeitung The Guardian und deren Sonntagsausgabe The Observer. Ihr Buch Once More With Feeling, das sie zusammen mit dem Autor Charlie Skelton schrieb, handelt vom Versuch der Autoren, einen Pornofilm zu planen und zu drehen. In ihrem 2010 erschienenen Buch For Richer, For Poorer beschreibt sie ihr Leben als Pokerspielerin. Coren Mitchell hat ein abgeschlossenes Anglistik-Studium des St John’s College in Oxford. Seit November 2012 ist Coren Mitchell mit dem Schauspieler David Mitchell verheiratet. Das Paar wurde 2015 Eltern einer Tochter, 2023 kam ihre zweite Tochter zur Welt.

## Pokerkarriere
Coren Mitchell erzielte 2001 ihre erste Geldplatzierung bei einem renommierten Live-Pokerturnier. Ihre ersten Preisgelder gewann sie bis 2004 ausschließlich bei Events der European Poker Championships in ihrer Heimatstadt London, wobei sie neben der Variante Texas Hold’em im Format No Limit und Pot Limit auch in Pot Limit Omaha Hi-Lo Turnierergebnisse verbuchte. Im Juli 2004 gewann die Britin in Cardiff die zweite Staffel des britischen Fernsehformats Celebrity Poker Club und erhielt den Hauptpreis von 25.000 Pfund Sterling. In London gewann sie Ende September 2006 als erste Frau das Main Event der European Poker Tour (EPT) und sicherte sich eine Siegprämie von 500.000 Pfund. Dies entsprach zu jenem Zeitpunkt rund 940.000 US-Dollar und stellt das höchste Preisgeld ihrer Pokerkarriere dar. Ende Juni 2007 war Coren Mitchell erstmals bei der World Series of Poker im Rio All-Suite Hotel and Casino am Las Vegas Strip erfolgreich und kam bei einem Turnier in No Limit Hold’em in die Geldränge. Das Main Event des PokerStars Caribbean Adventures auf den Bahamas beendete sie im Januar 2009 auf dem 30. Platz und erhielt 40.000 US-Dollar. Ende April 2010 belegte sie beim EPT-Main-Event in Monte-Carlo den mit 40.000 Euro dotierten 26. Rang. Mitte November 2011 spielte die Britin bei der IFP World Championship in London und wurde Zweite, was ihr ein Preisgeld von 100.000 US-Dollar einbrachte. Bei der EPT in Monte-Carlo gewann sie im April 2012 ein Heads-Up-Event mit einem Hauptpreis von knapp 60.000 Euro. Mitte März 2013 belegte Coren Mitchell beim EPT High Roller in London den sechsten Platz, der mit knapp 70.000 Pfund prämiert wurde. In Sanremo setzte sie sich im April 2014 als erste Person überhaupt zum zweiten Mal beim EPT-Main-Event durch und hielt dieses Alleinstellungsmerkmal bis Dezember 2019, ehe der Weißrusse Mikalaj Pobal ebenfalls einen zweiten Titel erringen konnte. Die Britin erhielt für ihren Sieg ein Preisgeld von mehr als 475.000 Euro. Sie ist neben Sandra Naujoks und Liv Boeree eine von drei Frauen, die das Main Event der EPT für sich entscheiden konnte. Mitte Oktober 2014 wurde Coren Mitchell beim High Roller der EPT London Elfte und erhielt über 30.000 Pfund. Seitdem blieben größere Turniererfolge aus.
Insgesamt hat sich Coren Mitchell mit Poker bei Live-Turnieren mehr als 2,5 Millionen US-Dollar erspielt und zählt damit als dritterfolgreichste Europäerin zu den erfolgreichsten Frauen nach Turnierpreisgeld. Darüber hinaus trat sie bei verschiedenen Fernsehformaten als Pokerkommentatorin oder Moderatorin in Erscheinung und spielte selbst bei den ersten drei Staffeln der PartyPoker.com Premier League.

## Werke
- Love 16. Ebury Press, 1989, ISBN 978-0-712-63012-2.
- Once More With Feeling. Fourth Estate, 2. Auflage, 2003, ISBN 978-1-841-15437-4 (deutsche Übersetzung: Noch mal mit Gefühl. Ein erotischer Roman. Droemer Knaur, 2004, ISBN 978-3-426-61553-9).
- For Richer, For Poorer: Confessions of a Pokerplayer, Canongate Books, 2010, ISBN 978-1847672933